# Francesco Cancellotti
Francesco Cancellotti, né le 27 février 1963 à Pérouse en Ombrie, est un ancien joueur de tennis professionnel italien.
Il est le seul joueur de l'ère Open à être arrivé en 1/8 de finale dans ses deux premières participations dans les tournois du Grand Chelem, en 1984 et 1985 à Roland-Garros.

## Palmarès

### Titres en simple messieurs
| No | Date       | Nom et lieu du tournoi                  | Catégorie | Dotation  | Surface      | Finaliste      | Score    |  |
| -- | ---------- | --------------------------------------- | --------- | --------- | ------------ | -------------- | -------- |  |
| 1  | 07-05-1984 | Tournoi de tennis de Florence, Florence |           | 75 000 $  | Terre (ext.) | Jimmy Brown    | 6-3, 6-3 |  |
| 2  | 10-09-1984 | Tournoi de tennis de Sicile, Palerme    |           | 100 000 $ | Terre (ext.) | Miloslav Mečíř | 6-0, 6-3 |  |

### Finales en simple messieurs
| No | Date       | Nom et lieu du tournoi                                       | Catégorie | Dotation  | Surface      | Vainqueur         | Score         |  |
| -- | ---------- | ------------------------------------------------------------ | --------- | --------- | ------------ | ----------------- | ------------- |  |
| 1  | 09-05-1983 | Tournoi de tennis de Florence, Florence                      |           | 75 000 $  | Terre (ext.) | Jimmy Arias       | 6-1, 6-4      |  |
| 2  | 17-09-1984 | Grand Prix Passing Shot, Bordeaux                            |           | 75 000 $  | Terre (ext.) | José Higueras     | 7-6, 6-1      |  |
| 3  | 06-04-1987 | Tournoi de tennis de Bari, Bari                              |           | 89 400 $  | Terre (ext.) | Claudio Pistolesi | 6-7, 7-5, 6-3 |  |
| 4  | 10-08-1987 | Campionati Internazionali della Valle d'Aosta, Saint-Vincent |           | 100 000 $ | Terre (ext.) | Pedro Rebolledo   | 7-6, 4-6, 6-3 |  |
| 5  | 11-07-1988 | Swedish Open, Båstad                                         |           | 215 000 $ | Terre (ext.) | Marcelo Filippini | 2-6, 6-4, 6-4 |  |

### Finale en double messieurs
| No | Date       | Nom et lieu du tournoi         | Catégorie | Dotation | Surface      | Vainqueurs                    | Partenaire     | Score    |  |
| -- | ---------- | ------------------------------ | --------- | -------- | ------------ | ----------------------------- | -------------- | -------- |  |
| 1  | 19-09-1988 | Tournoi de tennis de Bari Bari |           | 93 400 $ | Terre (ext.) | Thomas Muster Claudio Panatta | Simone Colombo | 6-3, 6-1 |  |